# Бакингем

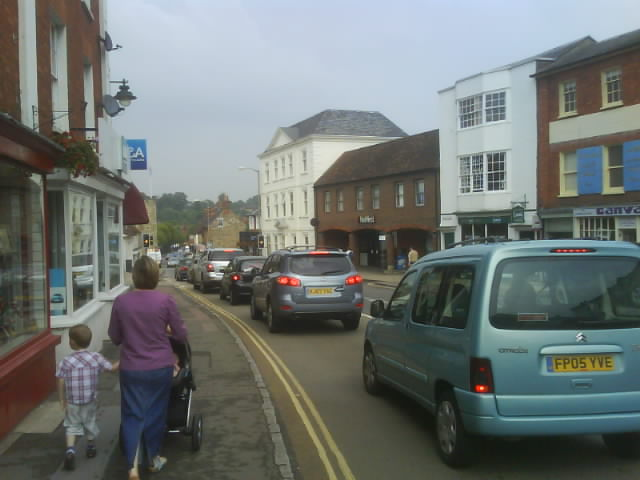
Бакингем, Хай-Стрит. 2009 год

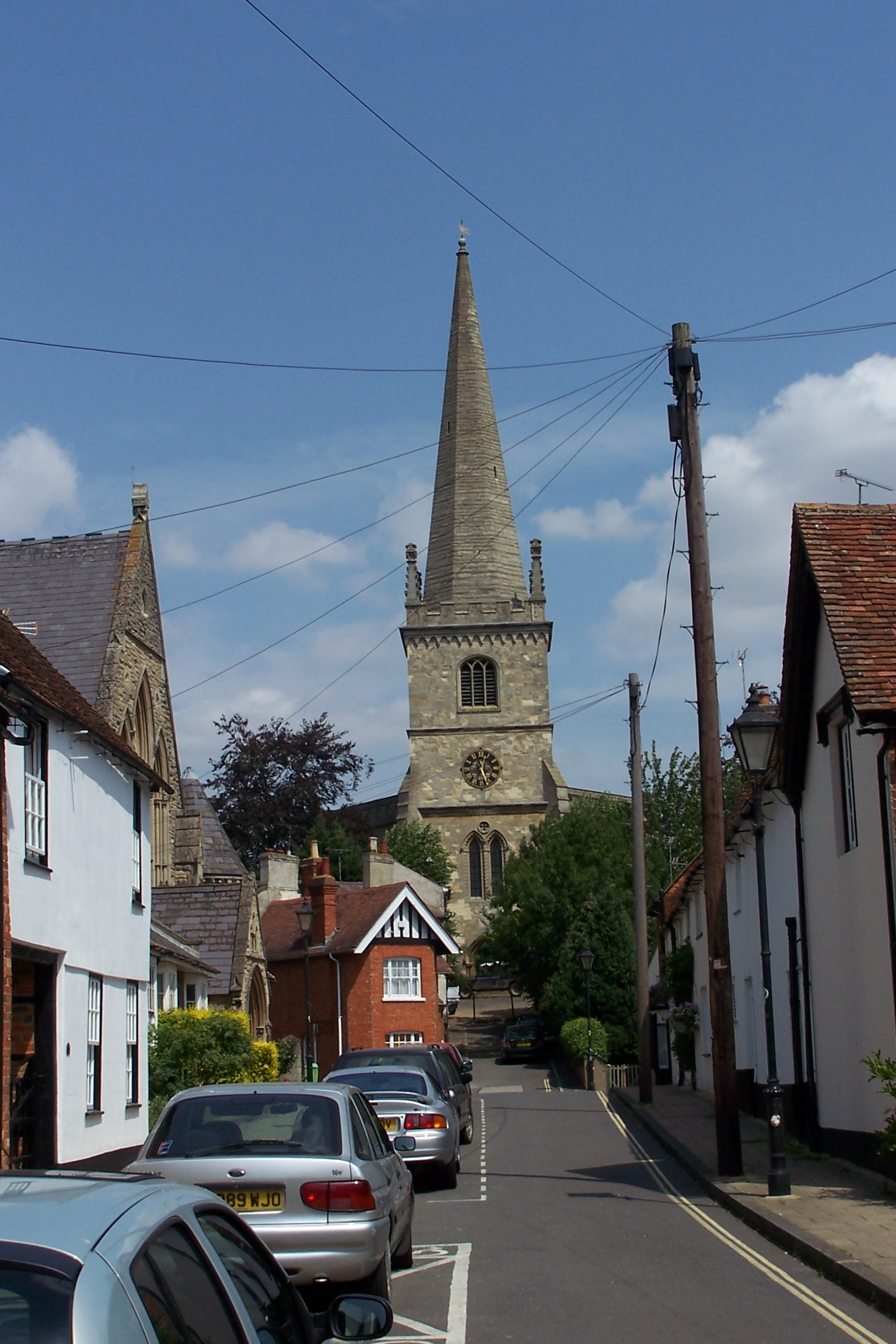
Собор Петра и Павла. Вид с юго-запада

Ба́кингем (англ. Buckingham) — город на севере графства Бакингемшир, Англия, примерно в 16 км от границы с графством Нортгемптоншир. Население города составляло 11572 человек в 2001 году (перепись), 13200 в 2007 году (оценка).
Исторически Бакингем был центром образованного в X веке графства Бакингемшир, пока эта роль в начале XVIII века не перешла к Эйлсбери.
В Бакингеме расположено множество ресторанов и пабов. По своей структуре он является типичным рыночным городом Великобритании. Вторник и суббота — рыночные дни. Каждый первый вторник месяца проводится фермерский рынок.
В 1964—1970 годах членом парламента от Бакингема был известный газетный магнат Роберт Максвелл.

## История
Согласно преданию VII века, считается, что Бакингем (буквально «луг людей Букки») был основан Буккой, предводителем первых англосаксонских поселенцев. Первое поселение находилось примерно на том же месте, где сейчас находится кампус Хантер-стрит Букингемского университета. В период VII—XI веков Бакингем регулярно переходил из рук в руки от саксов к данам и наоборот. В частности, в 914 году король Эдуард Старший и англосаксонская армия устроили лагерь в Бакингеме в течение месяца, вынудив сдаться предводителей местных данов. Позднее был сооружён форт на месте современной приходской церкви.
Бакингем — первое из поселений, упомянутых в бакингемширском разделе Книги Судного дня 1086 года.
Посёлок Бакингем получил городскую хартию в 1554 году, когда Мария Кровавая основала здесь боро с границами от моста Торнборо (ныне город Торнборо) до моста Дадли, а также от моста Чакмор до моста мельницы Пэдбери.
15 марта 1725 года город пережил крупный пожар, уничтоживший центр города. Застройка этих улиц домами в георгианском стиле — прямой результат этого пожара. Первые несколько лет после пожара были для жителей города особенно тяжёлыми; для погорельцев собирали пожертвования жители соседних городов, в частности, Эйлсбери и Вендовера.

## Образование
В Бакингеме расположен один из двух частных университетов Великобритании — Букингемский университет. В отличие от большинства британских университетов, в нём большинство студентов приехали из-за рубежа.

## Промышленность
В городе расположен ряд промышленных предприятий и технологических парков, в том числе в сфере фармацевтики, электроники, Интернет-торговли, сложных материалов.

## Известные уроженцы
- Томас Майбанк (1869—1929) — британский иллюстратор и художник, представитель викторианской сказочной живописи